# Krčevljani
Krčevljani (cyr. Крчевљани) – wieś w Bośni i Hercegowinie, w Republice Serbskiej, w gminie Modriča. W 2013 roku liczyła 253 mieszkańców.